# Cratere Pons
Pons è un cratere lunare di 39,7 km situato nella parte sud-orientale della faccia visibile della Luna.